# Європейська класифікація страхових ризиків

## Визначення ризику у страхуванні
Ризик — це конкретне явище або сукупність явищ (подія чи декілька подій), на випадок яких проводиться страхування й які має ознаки ймовірності та випадковості настання. Виражає потенційну можливість виплати страхового відшкодування (страхова сума).
Ризик пов'язаний з конкретним об'єктом, щодо якого визначаються чинники ризику. Страховий ризик — це розподіл між страховиком і страхувальником негативних економічних наслідків у страховому випадку.
Найбільш поширеними визнаються європейська та американська класифікація страхових ризиків.

## Європейська класифікація страхових ризиків
Згідно поділом розробленим Європейським страховим комітетом (Європейським страхуванням) ризики класифікують:
- Згідно з критерієм масштабності ризиків поділяють на великі та масові. Мета цього поділу уніфікувати розмір збитків згідно страхового обслуговування.

1. До великих відносяться ризики, котрі виникають в найбільш ризикованих галузях господарської діяльності — на наземному та повітряному транспорті, при страхуванні загальної відповідальності та страхуванні майна на великих підприємствах.
2. До масових відносяться ризики менше за розмірами, але котрі охоплюють значну кількість об'єктів або значні території (страхування від нещасних випадків, страхування майна на малих та середніх підприємствах, тощо).

- Згідно з критерієм наслідків ризики поділяють на чисті та спекулятивні.

1. Чистий ризик означає потенційну можливість зазнати збитку; тобто наслідок завжди альтернативний — збитки або їхня відсутність.
2. Спекулятивний ризик — потенційну можливість як придбати (одержати прибуток), так і втратити — зазнати збитку. Як правило, страхуються від чистого ризику.

- Ризики згідно з договором страхування, можна поділити на страхові і не страхові.

1. Страхові — включені в договір страхування, тобто охоплені страхуванням.
2. Нестрахові — не включені в договір страхування, що не беруться на страхування, а відтак — не покриваються ним.

Ризики, які можна застрахувати, складають обсяг страхової відповідальності страховика. Необхідно пам'ятати, що є певні критерії, які дають змогу визначити ризик як страховий (ризик можливий; має випадковий характер; настання страхового випадку не залежить від волі страхувальника або іншої зацікавленої особи; настання страхової події невідоме в часі й у просторі тощо.)
Слід відмітити, що поділ ризиків на страхові та нестрахові — наріжний камінь страхової справи.
- При класифікації за суб'єктами, які підпадають під вплив ризиків, виділяють ризики для:

1. Людства в цілому;
2. Окремих регіонів, країни;
3. Соціальних груп, окремих індивідів;
4. Економічної, політичної, соціальної та інших систем;
5. Галузей господарства;
6. господарюючих суб'єктів.

- У загальній класифікації ризиків залежно від сфери діяльності людини, можна виділити:

1. Політичні;
2. Екологічні;
3. Транспортні (авіаційні, морські та ін.);
4. Технічні інші ризики.

Політичний ризик — той, що пов'язаний із протиправними діями з точки зору норм міжнародного права, заходами чи акціями урядів іноземних держав стосовно суверенної держави, підприємців або громадян цієї держави. Політичні ризики, як правило, не страхуються, що пов'язано із: наявністю кумулятивного ефекту; складністю, щодо знаходження придатного варіанту страхування та встановлення об'єктивних тарифів.
Однак через систему застережень або особливих умов договору страхування вони можуть бути включені до обсягу відповідальності страховика. Ризик війни не передбачається таким договором страхування.
Екологічні ризики пов'язані із забрудненням довкілля і зумовлені перетворюючою діяльністю людини.
Транспортні ризики поділяються на ризики карго і каско. Ризики каско стосуються страхування будь-яких видів транспорту (повітряного, морського, річкових суден, залізничного рухомого складу й автомобілів під час руху, стоянки та ремонту). Ризики карго передбачають страхування вантажів, що перевозяться усіма видами транспортних засобів.
Технічні ризики проявляються як аварії внаслідок раптового виходу зі строю машин та обладнання або збою в технології виробництва. Ці ризики мають універсальний характер, тобто захищають об'єкт від багатьох причин збитку: помилок управління, монтажу, порушення технології, недбалості в роботі тощо, які призводять до передчасних відмовлень, виходу з ладу машин та обладнання. Технічні ризики можуть нанести збитки майну, життю, здоров'ю людей та фінансовим інтересам підприємств.